# ابن هشام انصاری
با ابن هشام اشتباه نشود
عبدالله بن یوسف انصاری مصری شهرت‌یافته به ابن هِشام اَنصاری (۱۳۰۸ - ۱۳۶۰م) زبان‌شناس، فقیه، ادیب و نویسنده مصری در سدهٔ هشتم هجری بود که به‌طور ویژه برای آثارش در نحو شناخته می‌شود.